# Artère musculaire de l'artère ophtalmique
Les artères musculaires de l'artère ophtalmique sont deux artères systémiques paires de la tête, une supérieure et une inférieure.. Elles vascularisent les muscles oculomoteurs.

## Origine
Les artères musculaires de l'artère ophtalmique naissent de l'artère ophtalmique.

## Trajet
L'artère musculaire supérieure vascularise les muscles droit supérieur, droit médial, et oblique supérieur de l’œil ainsi que le muscle releveur de la paupière supérieure.
L'artère musculaire inférieure vascularise les autres muscles oculomoteurs.
Trois des quatre muscles droits ; le muscle droit supérieur de l'œil, le muscle droit inférieur de l'œil et le muscle droit médial de l'œil sont alimentées chacun par deux artères musculaires, alors que le muscle droit latéral de l’œil ne reçoit qu'une branche.
Elles se terminent par les artère ciliaires antérieures.